# Carl Damm (Politiker, 1927)

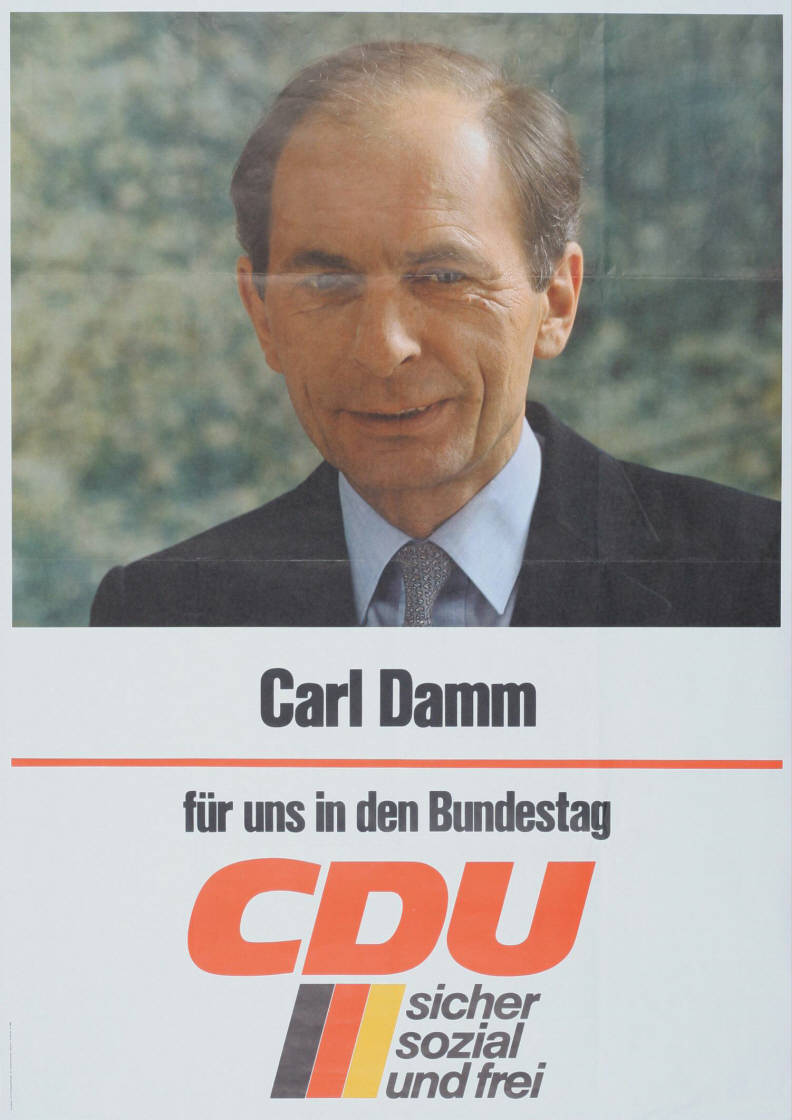
Kandidatenplakat Carl Damms zur Bundestagswahl 1980

Carl Damm (* 20. Februar 1927 in Hamburg; † 8. Dezember 1993 ebenda) war ein deutscher Politiker (CDU) und Lehrer. Er war ab 1965 als Mitglied des Bundestages tätig.

## Leben und Beruf
Damm musste Ende 1944 den Besuch einer Oberschule unterbrechen, da er zur Wehrmacht eingezogen wurde. Er war Luftwaffenhelfer (Flak) seit 1943, verrichtete Arbeitsdienst und nahm als Soldat am Zweiten Weltkrieg teil, in dessen Verlauf er 1945 schwer verwundet wurde und beim Fronteinsatz an der Oder in sowjetische Gefangenschaft geriet, aus der er im Frühjahr 1946 entlassen wurde.
Nach seiner Entlassung aus der Kriegsgefangenschaft holte Damm das Abitur nach. Im Anschluss nahm er 1946 ein Studium der Pädagogik, Philosophie, Psychologie und Geschichte an der Universität Hamburg auf, das er mit beiden Lehrerprüfungen 1949 beendete. Er trat im selben Jahr als Lehrer in den Volksschuldienst ein, wurde 1956 zum Studienrat befördert und war seit 1959 Leiter der Katholischen Schule in Hamburg-Wilhelmsburg. Außerdem war er seit 1966 Reserveoffizier der Luftwaffe (Major d. R.).
Damms Enkeltochter ist die CDU-Bundestagsabgeordnete Franziska Hoppermann.

## Partei
Damm trat nach 1945 in die CDU ein und war von 1968 bis 1974 stellvertretender Landesvorsitzender der CDU Hamburg.

## Abgeordneter
Damm gehörte von 1953 bis 1965 der Hamburgischen Bürgerschaft an und war hier in der dritten Wahlperiode (1953–1957) Mitglied der Bürgerschaftsfraktion Hamburg-Block. Bei der Bundestagswahl 1965 wurde er in den Deutschen Bundestag gewählt, dem er bis 1980 angehörte. Er war stets über die Landesliste Hamburg ins Parlament eingezogen.